# (35554) 1998 FL118
1998 FL118 (asteroide 35554) é um asteroide da cintura principal. Possui uma excentricidade de 0.10306950 e uma inclinação de 6.92524º.
Este asteroide foi descoberto no dia 31 de março de 1998 por LINEAR em Socorro.